# Чериковское гетто
Гетто в Че́рикове (лето 1941 — октябрь 1941) — еврейское гетто, место принудительного переселения евреев города Чериков Могилёвской области в процессе преследования и уничтожения евреев во время оккупации территории Белоруссии войсками нацистской Германии в период Второй мировой войны.

## Оккупация Черикова и создание гетто
По переписи 1939 года в Черикове из 6411 жителей евреев было 949 человек (14,8 %). Чериков находился под немецкой оккупацией 2 года и 2,5 месяца — с 17 (15) июля 1941 года до 1 октября 1943 года. Бургомистром города был назначен Шаркевич.
Вскоре после оккупации немцы, реализуя гитлеровскую программу уничтожения евреев, организовали в Черикове гетто. Под угрозой смерти евреев обязали нашить сзади на одежду шестиконечную звезду: «…из найденного объявления комендатуры гор. Черикова за подписью немца (Зауп) расстрелян: гражданин Плоткин Залмон, гор. Чериков, по национальности еврей, 28/Х-1941 года, за то, что не носил еврейской угловой звезды».

## Уничтожение гетто
В октябре (ноябре) 1941 года под надуманным предлогом от 500 до 600 (238, 253, 300) евреев города собрали и под конвоем из немцев и полицаев погнали к «Народному дому». Все шли с вещами, в колонне было много детей. Затем им сказали, что их отведут на вокзал в Кричев для переселения в другое место, но по дороге колонну повернули в другую сторону — в сторону Заречья к месту, которое называлось Красный берег. Возле мельницы в урочище Мостовое у траншеи, образовавшейся при добыче торфа, колонну обреченных людей остановили и расстреляли из автоматов. Во время «акции» (таким эвфемизмом гитлеровцы называли организованные ими массовые убийства) многих евреев кидали в ров ранеными и закапывали ещё живыми.

## Память

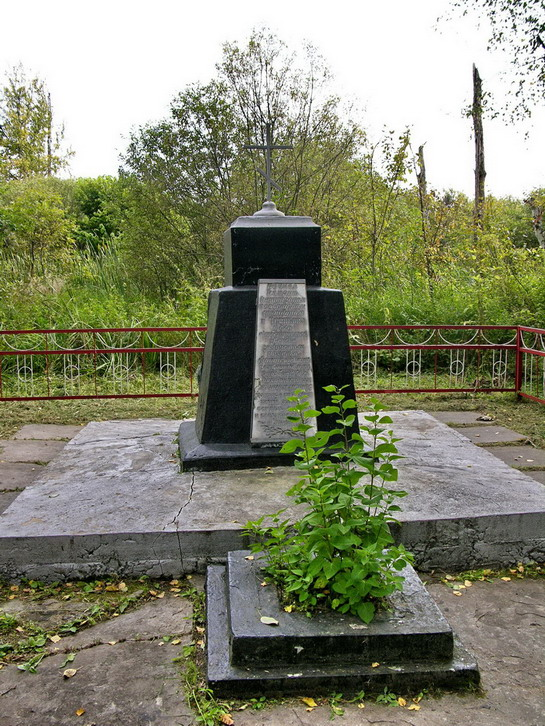
Памятник на месте расстрела евреев Черикова

Место убийства чериковских евреев осенью 1941 года находится в километре на север от города на бывших торфяных разработках в направлении Кричева слева от дороги. Памятник жертвам Катастрофы был установлен в конце 1950-х — начале 1960-х годов (в 1969 году). Деньги на памятник собирали сами евреи. Ответственным за сбор денег и установку памятника был еврей Смоляк, который после войны исполнял в Черикове обязанности раввина. В 1980-х годах памятник был поврежден вандалами, и на его месте установили новый — по ошибке с крестом.
На чериковском еврейском кладбище, ограниченном улицами Ленинской, Мира и переулком Мира, расстрелов не было, но там также был установлен символический памятный знак жертвам геноцида евреев в виде трех стел с фамилиями расстрелянных.
Опубликованы неполные списки жертв геноцида евреев в Черикове.